# Никола (река)
Никола — река в западной части острова Котельный, Якутия, Россия. Берёт начало на юго-западном склоне безымянной сопки высотой 182 метра, и, протекая на юго-восток, впадает в бухту Якова Смирницкого Восточно-Сибирского моря. Длина — 71 км.
В нижней части течения имеется крупный безымянный остров. Жилища и поселения на реке отсутствуют.
Бассейн реки граничит со следующими реками: Куччугуй-Сосолох, Улахан-Урасалах, Крестовая, Никола-Такар-Сала, Хос-Тёрюттях, Балыктах.

## Речная система
Объекты по порядку от устья к истоку ( км от устья: ← левый приток | → правый приток | — объект на реке ):
- Никола

← протока реки Балыктах
← Левая Никола
→ Правая Никола
→ Лемминг
← Грязный
← Мелкий
← Щебнистый
→ Ырас-Юрях

## Топографические карты
- Лист карты S-54-VII,VIII м. Анжу. Масштаб: 1 : 200 000. Состояние местности на 1973 год. Издание 1989 г.